# Myopus schisticolor
Myopus schisticolor és una espècie de mamífer rosegador de la família dels cricètids, l'única del gènere Myopus. Té una distribució àmplia a la zona paleàrtica, des de Noruega fins a l'Extrem Orient Rus, passant per Suècia, Finlàndia, la Xina i Mongòlia. A l'hivern s'alimenta de molsa. Els seus hàbitats naturals són els boscos de pícees antics i els boscos de taigà. És una espècie en risc mínim, és a dir, no sembla que hi hagi cap amenaça significativa per a la seva supervivència. El seu nom específic, schisticolor, significa ‘de color d'esquist’ en llatí.